# Zhaijiasuo
Zhaijiasuo är en köping i nordvästra Kina. Den ligger i Huining härad i staden Baiyin i provinsen Gansu, omkring 140 kilometer öster om provinshuvudstaden Lanzhou. Antalet invånare är 17 320. Befolkningen består av 8 580 kvinnor och 8 740 män. Barn under 15 år utgör 18,0 %, vuxna 15-64 år 72 %, och äldre över 65 år 9,0 %.